# Wybory parlamentarne w Australii
Wybory parlamentarne w Australii odbywają się nie rzadziej niż raz na trzy lata i służą wyborowi członków Parlamentu Australii. Oprócz wyborów na szczeblu federalnym, w każdym z sześciu stanów Australii, a także w dwóch samorządnych terytoriach, zupełnie niezależnie i z reguły w innych terminach odbywają się wybory do parlamentu stanowego lub terytorialnego. 

## Ordynacja wyborcza

### Kadencyjność izb parlamentu
Izba Reprezentantów Australii liczy 150 członków wybieranych na trzyletnią kadencję, która może być skrócona przez gubernatora generalnego na wniosek premiera. W czasie każdych wyborów odnawiany jest cały skład Izby. Senat Australii liczy 76 członków wybieranych na sześcioletnią kadencję, przy czym przy okazji każdych wyborów do Izby Reprezentantów odnawiana jest połowa składu Senatu, chyba że kadencja Izby skrócona została o więcej niż rok, wówczas wybory do Izby i do Senatu przeprowadza się w osobnych terminach. Wyjątkiem jest sytuacja, gdy wybory zarządzane są w trybie tzw. podwójnego rozwiązania (double dissolution), co może nastąpić, gdy Senat dwukrotnie odrzuci ustawę uchwaloną przez Izbę lub gdy Izba dwukrotnie odrzuci senackie poprawki do uchwalonej przez siebie ustawy. Gubernator generalny, działając na wniosek premiera, ma wówczas możliwość całkowitego rozwiązania parlamentu i rozpisania wyborów mających wyłonić na nowo zarówno cały skład Izby, jak i cały skład Senatu. Podwójne rozwiązanie nie może nastąpić później niż na pół roku przed konstytucyjnym końcem kadencji Izby. 
Kadencja członków Izby Reprezentantów rozpoczyna się z chwilą rozpoczęcia pierwszego po wyborach posiedzenia tego organu. Z kolei kadencja senatorów rozpoczyna się zawsze 1 lipca, niezależnie od daty ostatnich wyborów. Oznacza to, iż senatorowie wybrani np. w sierpniu obejmują swój urząd dopiero w lipcu kolejnego roku. Jest to konsekwencją zmian w konstytucji przegłosowanych w referendum w 1906 roku. 

### Sposób przeliczania głosów na mandaty
W wyborach do Izby Reprezentantów stosuje się jednomandatowe okręgi wyborcze i ordynację preferencyjną, w ramach której wyborca numeruje kandydatów na karcie do głosowania, cyfrę 1 stawiając przy najbardziej preferowanym przez siebie kandydacie, cyfrę 2 przy kandydacie drugiego wyboru itd. Jeżeli po przeliczeniu wyłącznie "pierwszych głosów" (tylko głosów oddanych przy pomocy cyfry 1) żaden z kandydatów w okręgu nie uzyska bezwzględnej większości, wówczas dodaje się wskazania dokonane za pomocą cyfry 2, potem cyfry 3 itd. aż do momentu uzyskania przez kogoś bezwzględnej większości. W wyborach do Senatu stosuje się ordynację proporcjonalną i wielomandatowe okręgi wyborcze, obejmujące cały stan lub terytorium, ale o podziale mandatów między kandydatów decyduje, w swej idei bliska ordynacji preferencyjnej, metoda pojedynczego głosu przechodniego. 

### Czynne i bierne prawo wyborcze
Czynne prawo wyborcze posiada każdy obywatel Australii, który spełnia następujące warunki: 
- ma ukończone 18 lat
- stale zamieszkuje na terytorium Australii (a tym samym jest obywatelem jednego ze stanów lub terytoriów)
- nie odbywa kary pozbawienia wolności lub kary pozbawienia praw publicznych

Bierne prawo wyborcze posiada każdy obywatel Australii, który spełnia następujące warunki:
- ma ukończone 21 lat
- posiada czynne prawo wyborcze do Izby Reprezentantów
- stale zamieszkuje na terytorium Australii od co najmniej trzech lat
- posiada obywatelstwo Australii od co najmniej pięciu lat, chyba że z chwilą urodzenia nabył status poddanego korony brytyjskiej (jako obywatel innego państwa, którego obywatelstwo daje taki status)
- nie spełnia żadnego ze szczegółowych kryteriów pozbawienia biernego prawa wyborczego, wymienionych w sekcji 44 konstytucji Australii (są to m.in. równoczesne posiadanie obywatelstwa innego państwa, trwający stan bankructwa, a także zajmowanie większości stanowisk w administracji państwowej)[3].

Udział w wyborach jest obowiązkowy, nieusprawiedliwiona absencja pociąga za sobą karę grzywny. 

## Lista wyborów
| rok wyborów (link do hasła szczegółowego) | dokładna data        |
| ----------------------------------------- | -------------------- |
| 1901                                      | 29-30 marca 1901     |
| 1903                                      | 16 grudnia 1903      |
| 1906                                      | 12 grudnia 1906      |
| 1910                                      | 13 kwietnia 1910     |
| 1913                                      | 31 maja 1913         |
| 1914                                      | 5 września 1914      |
| 1917                                      | 5 maja 1917          |
| 1919                                      | 13 grudnia 1919      |
| 1922                                      | 16 grudnia 1922      |
| 1925                                      | 14 listopada 1925    |
| 1928                                      | 17 listopada 1928    |
| 1929                                      | 12 października 1929 |
| 1931                                      | 19 grudnia 1931      |
| 1934                                      | 15 września 1934     |
| 1937                                      | 23 października 1937 |
| 1940                                      | 21 września 1940     |
| 1943                                      | 21 sierpnia 1943     |
| 1946                                      | 28 września 1946     |
| 1949                                      | 10 grudnia 1949      |
| 1951                                      | 28 kwietnia 1951     |
| 1954                                      | 29 maja 1954         |
| 1955                                      | 10 grudnia 1955      |
| 1958                                      | 22 listopada 1958    |
| 1961                                      | 9 grudnia 1961       |
| 1963                                      | 30 listopada 1963    |
| 1966                                      | 26 listopada 1966    |
| 1969                                      | 25 października 1969 |
| 1972                                      | 2 grudnia 1972       |
| 1974                                      | 18 maja 1974         |
| 1975                                      | 13 grudnia 1975      |
| 1977                                      | 10 grudnia 1977      |
| 1980                                      | 18 października 1980 |
| 1983                                      | 5 marca 1983         |
| 1984                                      | 1 grudnia 1984       |
| 1987                                      | 11 lipca 1987        |
| 1990                                      | 24 marca 1990        |
| 1993                                      | 13 marca 1993        |
| 1996                                      | 2 marca 1996         |
| 1998                                      | 3 października 1998  |
| 2001                                      | 10 listopada 2001    |
| 2004                                      | 9 października 2004  |
| 2007                                      | 24 listopada 2007    |
| 2010                                      | 21 sierpnia 2010     |
| 2013                                      | 7 września 2013      |
| 2016                                      | 2 lipca 2016         |
| 2019                                      | 18 maja 2019         |
| 2022                                      | 21 maja 2022         |
| 2025                                      | 3 maja 2025          |

źródło: